# Viols-le-Fort
Viols-le-Fort är en kommun i departementet Hérault i regionen Occitanien i södra Frankrike. Kommunen ligger i kantonen Saint-Martin-de-Londres som tillhör arrondissementet Lodève. År 2022 hade Viols-le-Fort 1 223 invånare.

## Befolkningsutveckling
Antalet invånare i kommunen Viols-le-Fort
Referens:INSEE